# Germania (Tacitus)
 For alternative betydninger, se Germania (flertydig). (Se også artikler, som begynder med Germania)
Germania (latinsk titel: De Origine et situ Germanorum), skrevet af Gaius Cornelius Tacitus omkring år 98, er et etnografisk arbejde om germanske stammer udenfor det romerske rige. Værket er inddelt i 46 sektioner.
Dette værk er kun blevet bevaret i et enkeltstående manuskript, som blev fundet i Hersfeldklosteret i byen Bad Hersfeld i landgrevskabet Hessen i det daværende tysk-romerske kejserdømme og ført til Italien i 1455, hvor Enea Silvio Piccolomini, den senere pave Pius II, først undersøgte og analyserede det og derefter vakte interessen hos tyske humanister som Conrad Celtes, Johannes Aventinus og særligt Ulrich von Hutten som en autentisk kilde om det forhistoriske Germania. Siden da har behandlingen af teksten angående kulturen hos de tidlige germanske folk i det forhistoriske Tyskland været en særdeles betydningsfuld kilde for tysk historie, filologi og etnologiske studier og i mindre grad også af betydning for studiet af norrøn kultur og nordisk mytologi.

## Hensigt og anvendelse
Etnografi havde en lang og fornem arv i klassisk litteratur, og Germania passer helt og holdent indenfor den tradition, som var blevet etableret af forfattere fra Herodot til Julius Cæsar. Tacitus havde selv allerede skrevet et tilsvarende, dog kortere, essay om landområderne og folkestammerne i Britannien i hans bog De vita et moribus Iulii Agricolae, det vil sige Agricola, (kapitlerne 10–13). Germania begynder med en beskrivelse af landene, lovene og sædvanerne hos germanerne (kapitlerne 1-27); derefter går teksten over til beskrivelser af de enkelte stammer og begynder med dem, der bor nærmest romerske landområder og afslutter med de fjerneste kyster ved Østersøen, blandt dem de ravsamlende Aestii, estere, de primitive og vilde Fenni, fenniere (muligvis finner og/eller samer), og de ukendte stammer hinsides disse. Værket kan fremstå moraliserende til tider, måske underforstået sammenligner det værdierne hos de germanske stammer med dem hos hans romerske samtidige, skønt der ikke er foretaget nogen direkte sammenligning mellem Rom og Germania i teksten. Da Tacitus skrev teksten, ønskede han måske at understrege den fare, de germanske stammer kunne betyde for Romerriget.
Tacitus' beskrivelser af den germanske karakter er til tider fordelagtig i kontrast til hans egne landsmænd. "Germania er en fremstilling, der gør brug af kontraster, eller i hvert fald for hvad som er underlig, er romernes egen ?. Selv tilsyneladende neutrale beskrivelser rummer negative sammenligninger", siger Henrik Tvarnø. Tacitus fremhæver i rosende ordlyd den strenge monogami og ærbarhed i de germanske ægteskabsskikke. Kontrasten er, hvad han så som mangler og umoral, som prægede det samtidige romerske samfund (kapitel 18), og han beundrer germanernes åbne gæstfrihed, deres enkelhed og deres tapperhed i kamp. Alle disse træk blev fremhævet måske på grund af deres lighed med de idealiserede romerske dyder. Disse fordelagtige portrætter gjorde senere værket meget populært i Tyskland, særlig blandt tyske nationalister og tyske romantikere – fra 1500-tallet og frem over. Men hans portræt af germanerne er ikke bare fordelagtigt og positivt, han mærkede sig en tendens hos germanerne til - hvad han så som - deres vanemæssige drukkenskab, dovenskab og barbariske skikke, blandt andre træk.
Til trods for denne potentielle skævhed giver han også mange navne på stammer, som romerne var kommet i kontakt med, skønt hans information generelt ikke var førstehåndskundskab mere end de fleste historier, og nyere forskning har antydet, at en del af hans antagelser er fejlagtige. Eksempelvis har nyere tids historikere diskuteret, om alle disse stammer egentlig var germanske i den forstand, at de talte germanske sprog. En del af dem, som Batavi, batavere, kan således have talt et keltisk sprog. Få entydige beviser kan findes til støtte for den ene eller den anden fortolkning. Et andet sted i Germania er Tacitus mere entydig ved fx at hævde, at Nervii, nerviere, ikke var germanere, som de hævdede at være (kapitel 28). Han nævner også i kapitel 43, at en bestemt stamme kaldet Cotini i det centrale Germania faktisk talte et gallisk sprog, og ligeledes, at Osi talte en pannoniansk dialekt.
"Det betyder ikke, at værket ikke rummer korrekte informationer, men det er vanskeligt at se, hvor Tacitus prøver at give en nøjagtig information, og hvor moralen løber af med ham. Tacitus var ikke feltantropolog. Han opholdt sig ikke selv blandt fremmede og forsøger ikke – hvis det overhovedet er muligt – at forstå de fremmede ud fra deres egne forudsætninger. Tacitus betragter germanerne udefra og koncentrerer sig følgelig om det, som for ham og for den romerske læser var anderledes. Dermed er det ikke til at undgå, at han lægger vægt på det mærkelige og risikerer at overse det typiske."
Hans beskrivelser af den germanske gudinde Nerthus i det sydlige Danmark har ført til betydelig spekulation blandt forskere om norrøn mytologi og ældre germansk og indoeuropæisk mytologi, eftersom dette er vor eneste skriftlige kilde om norrøn mytologi fra før Snorre Sturlason og andre sagatekster, som fremkom omkring tusind år senere, og eftersom disse kun svagt minder om de religiøse forestillinger, som er beskrevet hos Tacitus.

## Kulturelle beskrivelser
Tacitus siger i kapitel 2, at fysisk synes germanerne at være en egenartet race, som ikke var blandet med sine naboer. I kapitel 4 nævner han, at de har fælles træk som blå øjne, blondt eller rødligt hår og lange kroppe.
I kapitel 7 beskriver Tacitus deres styre og deres ledere som baseret på, hvad de har gjort tidligere og egalitært med et lederskab ved eksempel snarere end ved autoritet, og at straf blev eksekveret af præsterne. Han nævner i kapitel 8, at kvindernes meninger blev respekteret. I kapitel 9 beskriver Tacitus en form for folkesamlinger, som minder om de offentlige ting, som er optegnet i senere norrøne kilder. Her hvilede den endelige beslutning på mændene i stammen som en helhed.
Tacitus diskuterer kvindernes rolle i kapitel 7 og 8, nævner, at de ofte fulgte mændene i kamp og støttede dem. Han fortæller, at mænd er ofte motiverede til at slås for kvinderne på grund af en ekstrem frygt for, at de skulle blive taget levende. Tacitus siger i kapitel 18, at germanerne holder sig til én hustru, undtaget i en del politiske ægteskaber, og særlig og udtrykkelig sammenligner han denne praksis med andre barbariske kulturer, måske fordi monogami var en delt dyd i de romerske og germanske kulturer. Han beskriver også i kapitel 19, at utroskab var meget sjælden, og at en utro kvinde blev forvist af hele samfundet, uanset hvor køn hun var.
De sidste kapitler af værket beskriver de forskellige germanske stammer, deres relative lokaliseringer og en del af deres karaktertræk. Mange af stammenavnene modsvarer andre (og senere) historiske optegnelser og traditioner, mens andre stammers skæbne er mindre klar.

## Tacitus’ kilder
Tacitus selv rejste aldrig til de germanske lande. Al hans information er i bedste fald andenhånds. Ronald Syme antog, at Tacitus kopierede tæt det tabte værk Bella Germaniæ af Plinius den ældre eftersom Germania er tidvis forældet: i dens beskrivelser af stammerne ved Donau, siger Syme, at "de er loyale undersåtter af Riget... Noget som er underligt. Svigtet af disse folk i år 89 under Domitians krig mod dakerne modificerede hele grænsepolitikken for kejserriget". Mens Plinius kan have været hovedkilden, har forskerne også identificeret andre: blandt dem er Cæsars Gallerkrigen, Strabo, Diodorus Siculus, Poseidonios, Aufidius Bassus og talrige ikke-litterære kilder: samtaler med handelsmænd og soldater, som havde rejst over grænserne ved Rhinen og Donau.